# Visconde de Alcochete
Visconde de Alcochete é um título nobiliárquico criado por D. Maria II de Portugal, por Decreto de 18 de Fevereiro de 1852, em favor de Bernardo Daupias, antes 1.º Barão de Alcochete.
Titulares
1. Bernardo Daupias, 1.º Barão e 1.º Visconde de Alcochete;
2. Jácome Leão Daupias, 2.º Barão e 2.º Visconde do Alcochete;
3. Frederico Romão Daupias, 3.º Visconde de Alcochete.

Após a Implantação da República Portuguesa, e com o fim do sistema nobiliárquico, usou o título: 
1. Jorge Raimundo Daupias de Alcochete, 4.° Visconde de Alcochete.